# 夜翼龍屬

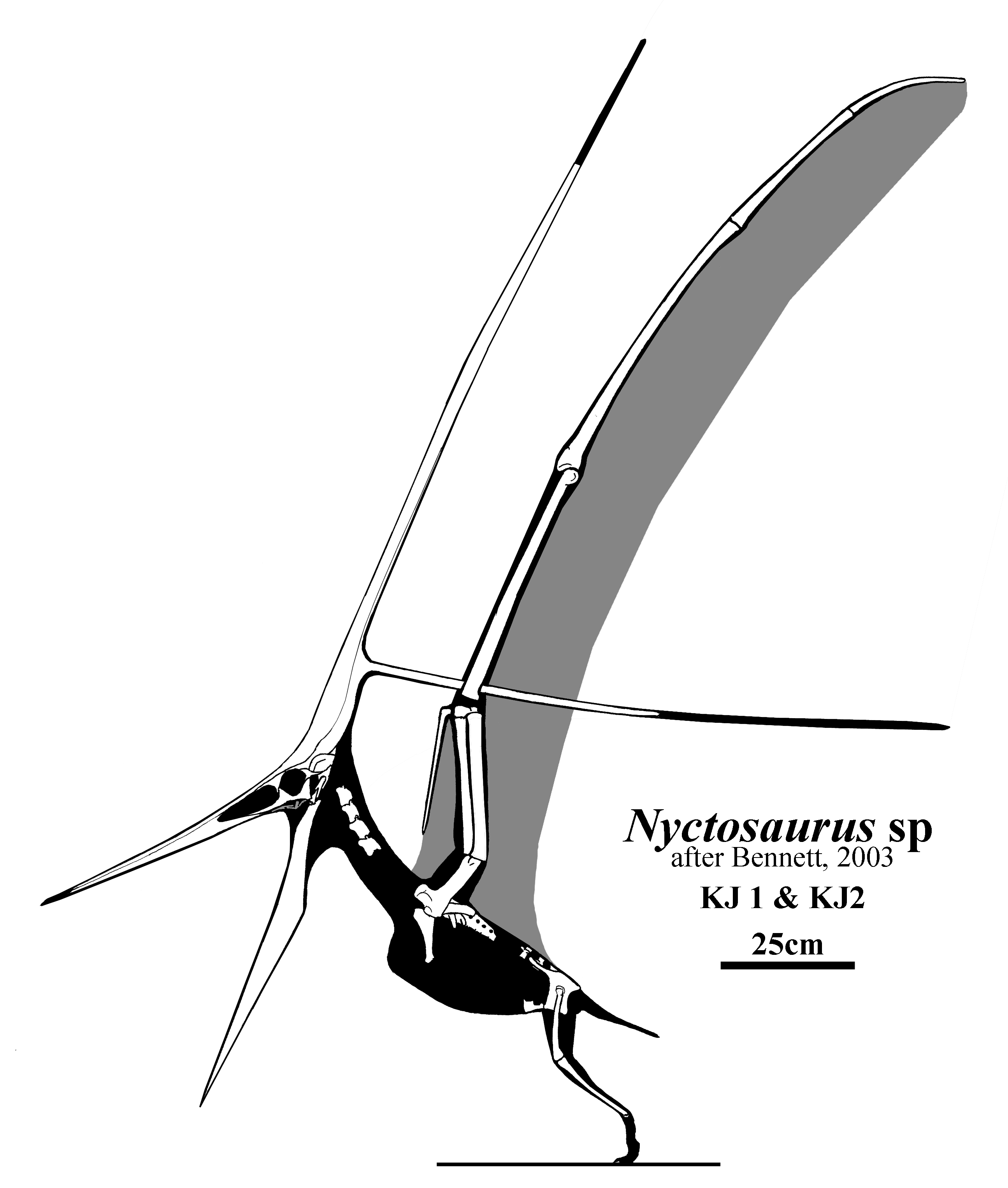
骨骼重建图

夜翼龍（學名：Nyctosaurus）是翼手龍亞目的一屬，因牠們異常長的大型頭頂冠飾而著名，掠海翼龍也有類似的冠飾。少數科學家假設這些類似鹿角的冠飾，可能用來支撐肉質帆狀物，當掠過海面捕食魚類時，帆狀物可用來穩定。牠們的化石在美國中西部發現，這個地區在白堊紀時是廣闊的淺海。夜翼龍的早期化石並未透露出複雜的冠飾，只有發現類似無齒翼龍的較小結構。
屬名在希臘文為「蝙蝠蜥蜴」，因身形酷似夜晚活動的蝙蝠而得名。

## 習性
夜翼龍是唯一翼上沒有爪的翼龍類，只保留翼上的第四手指，這可能讓夜翼龍在地面上運動時不方便，讓科學家們推測夜翼龍的大部分時間在飛行上，而很少在地面上。因為夜翼龍缺乏前肢的爪，牠們不可能攀爬懸崖或樹幹。

## 飛行狀態
當夜翼龍在空中飛翔時，龐大的頭帆可以在其順風時產生巨大的推力，令其如虎添翼，這一推力幾乎超過其體重的90%；逆風時，它只要調整頭帆角度，亦能獲得分力前進。同時，這隻夜翼龍還可以依靠調整頭帆氣動中心與自身重心的位置來控制推力，這些高超的技藝充分表明，夜翼龍已經是一類具有高超飛行能力的動物，這也符合自21世紀以來來主流翼龍學者的結論。
此外，研究學者們還對比了有頭帆的脊冠、無頭帆的脊冠和無脊冠三種模型的氣動特性，結果表明，沒有頭帆的脊冠的推力和力矩特性要比有頭帆的脊冠弱很多，而無脊冠的推力和力矩特性則不存在。

## 大衆文化
夜翼龍出現在電視節目《史前公園》（Prehistoric Park）的第一集與第六集；在第一集中主持奈吉爾·馬文回到白堊紀大滅絕前夕的蒙大拿拯救暴龍時偶遇了一群夜翼龍，但夜翼龍並不與暴龍生存於同一年代。而在第六集中，奈吉爾·馬文在白堊紀晚期的德州尋找恐鱷，在本集夜翼龍成為恐鱷的獵物之一。

## 外部連結
- Nyctosauridae (scroll down) in The Pterosaur Database
- Restorations of Nyctosaurus sp., the specimens with the enormous crest, at The Grave Yard